# Agrochola punica
Agrochola punica är en fjärilsart som beskrevs av Moritz Balthasar Borkhausen 1792. Agrochola punica ingår i släktet Agrochola och familjen nattflyn. Inga underarter finns listade i Catalogue of Life.